# Георги Митров
Георги Митров е български олимпиец, участвал в състезанията по ски алпийски дисциплини на зимните олимпийски игри в Осло през 1952 г.

## Биография
Роден е на 5 ноември 1932 година. Участва в дисциплините спускане, гигантски слалом и слалом на зимните олимпийски игри, провели се в Осло през 1952 година. В спускането е 64-ти от 81 състезатели, в гигантския слалом – 65-и от 83-ма участници, а в слалома – 69-и място от 86 участници в първия манш и не участва във втория.